# Hugo Ellenberger
Hugo Ellenberger (* 5. Februar 1903 in Wien; † 18. März 1977 ebenda) war ein Volksbildner, Schriftsteller und Hochschullehrer an der Universität für angewandte Kunst Wien. Er gestaltete Radiosendungen und war zu seiner Zeit populärster Wiener Volksbildner, unter anderem an der Wiener Urania.

## Leben und Wirken

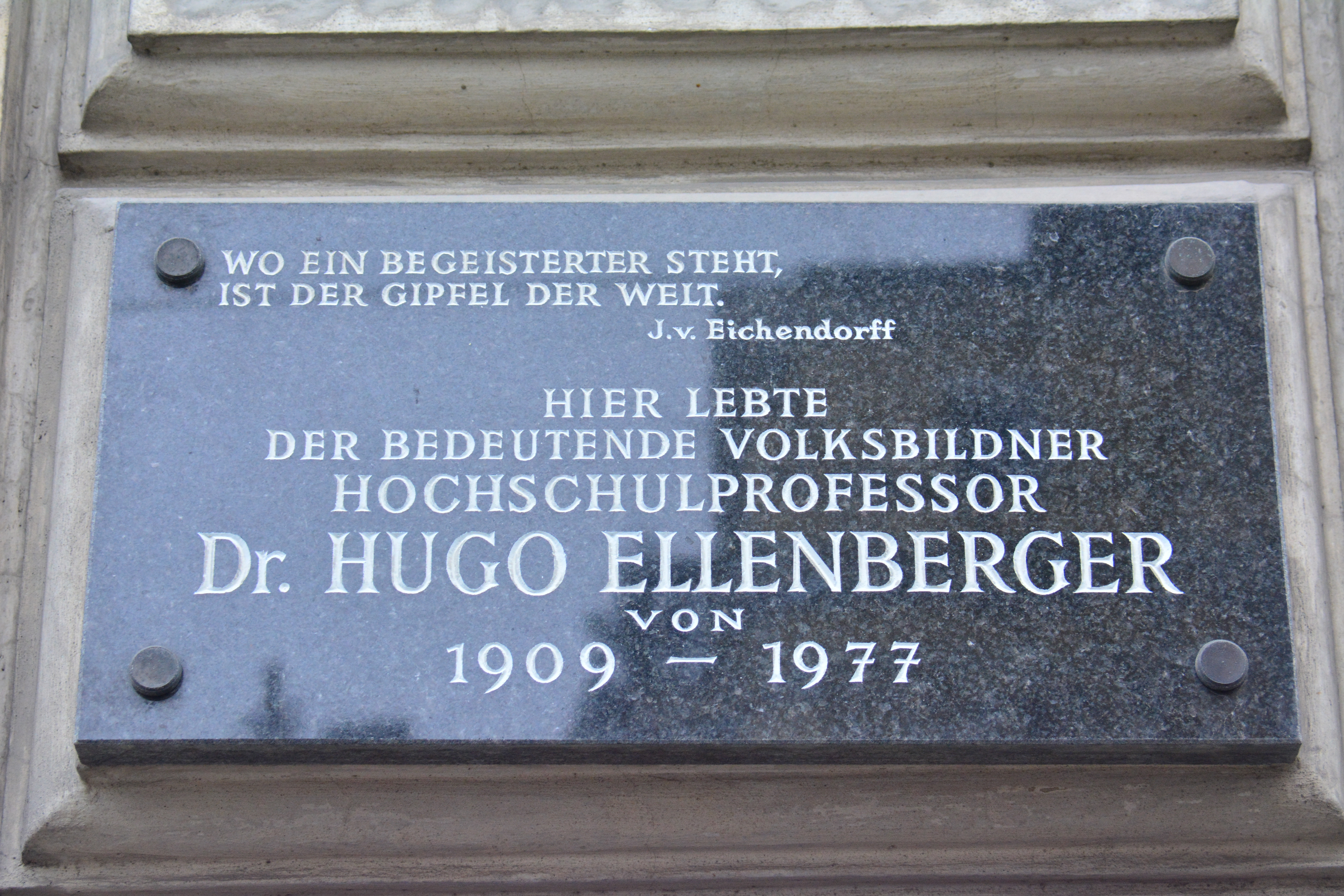
Gedenktafel an Hugo Ellenbergers Wohnhaus in Wien-Oberdöbling

Hugo Ellenberger studierte an der Universität Wien Germanistik und Geschichte, Geografie und Psychologie (Letzteres bei Karl und Charlotte Bühler) und promovierte zum Dr. phil. Zunächst lehrte er am Gymnasium, dann engagierte er sich mehr als 40 Jahre in der Volksbildung.
Während der Zeit des Nationalsozialismus war Ellenberger Mitglied der NSDAP und lehrte an der Wiener Nationalpolitischen Erziehungsanstalt Napola, einer Eliteschule zur Heranbildung des nationalsozialistischen Führernachwuchses. Des Weiteren unterrichtete er an zahlreichen Volkshochschulen, darunter auch die Volkshochschule Alsergrund, deren Kursleiter, Referenten und Mitarbeiter in der Zeit nur überzeugte Anhänger des Hitler-Regimes waren. Dennoch galt Ellenberger zur Zeit des Nationalsozialismus nicht als verlässlicher Parteigenosse.
1945 wurde Ellenberger zum Professor ernannt. Ab 1959 hatte er Lehraufträge für Kulturgeschichte an der Hochschule für angewandte Kunst und der Hochschule für Musik und Darstellende Kunst. Weiten Kreisen bekannt wurde Ellenberger als Vortragender an Wiener Volkshochschulen, vor allem an der Volkshochschule Wien West, an deren Gründung im Mai 1946 er maßgeblich beteiligt war.
Schon in der Zwischenkriegszeit hatte er Wienführungen sowie gemeinsame Museumsbesuche im privaten Kreis organisiert und war auch (bis 1935) als Mitherausgeber der nationalkonservativ orientierten, im Adolf Luser Verlag erschienenen Zeitschrift Lebendige Dichtung – Österreichische Monatshefte für deutsches Schrifttum hervorgetreten (Co-Herausgeber waren Hans Bruneder und Adalbert Schmidt). Ellenbergers erste Sonntagsführung im Rahmen der von ihm ins Leben gerufenen Aktion "Urlaub in Wien" hatte im Herbst 1946 Heiligenstadt und seine Beethovenerinnerungsstätten zum Ziel. Es folgten Besuche von Museen, Galerien, Kirchen, Parkanlagen, Friedhöfen, aber auch von modernen Betrieben.
Hugo Ellenberger verstarb im 75. Lebensjahr und wurde am 24. März 1977 am Grinzinger Friedhof beigesetzt. Der Nachlass von Hugo Ellenberger ist beim Österreichischen Volkshochschularchiv.

## Publikationen
- Wien. Einführung von Hugo Ellenberger, Bildunterschriften in deutscher, englischer und französischer Sprache, Panorama-Bücher, Neptun Verlag, Kreuzlingen 1956.
- Das Burgtheater. Die Fassaden und Stiegenhäuser als Spiegel der europäischen Theatergeschichte. 1957; Das Burgtheater. Ein Führer um und durch das Haus. Österreich-Reihe Band 41/41a, 7. erweiterte Auflage mit vermehrten Bildbeilagen, Bergland Verlag, Wien 1970.
- Zehn Spaziergänge durch Wiens Innenstadt. Bergland Verlag, Wien 1960.
- Wiener Musikergedenkstätten. Wanderungen und Betrachtungen. Österreichischer Bundesverlag, Wien 1960.
- Blick auf Wien. Text von Hugo Ellenberger, 48 Farbbilder von Johannes Zachs,  Verlag für Jugend und Volk, Wien 1966; englische Ausgabe: A look at Vienna.
- Fünfzehn Spaziergänge durch Wiens Innenstadt. 4. auch im Bildteil erweiterte Auflage, Bergland Verlag, Wien 1969.
- mit Egon Millonig: Wien. Panorama-Bücher, Pawlak, Herrsching 1976.
- Sechzehn Spaziergänge durch Wiens Innenstadt. Vollkommen überarbeitet und ergänzt von Wolfgang Johannes Bandion, Bergland Verlag, Wien 1984.

## Auszeichnungen
- 1945: Berufstitel Professor
- 1958: Goldenes Verdienstzeichen der Republik Österreich
- 1968: Österreichisches Ehrenkreuz für Wissenschaft und Kunst I. Klasse
- 1972: Goldenes Verdienstzeichen des Landes Wien